# FBReader
FBReader是一款免費、跨平臺電子書閱讀器，最初以GNU通用公共许可证發佈並開源，但自2015年起已不再開源。適用於 Linux、Microsoft Windows、Mac OS、Android 等多種作業系統。
支持的格式包括 EPUB，PDF，fb2，HTML，plucker，PalmDoc，Mobipocket，CHM，RTF和纯文本等。